# André Marty
Pour les articles homonymes, voir Marty.
André Marty, né le 6 novembre 1886 à Perpignan (Pyrénées-Orientales), et mort le 23 novembre 1956  à Toulouse (Haute-Garonne), est un homme politique français, dirigeant du Parti communiste français, dont il est exclu en 1952. Il est député de 1924 à 1955, avec quelques interruptions, et secrétaire de l'Internationale communiste de 1935 à 1943. 
Il est particulièrement connu pour sa participation à la guerre d'Espagne et pour la brutalité qui lui est reprochée durant ce conflit contre les anarchistes et les propres membres des Brigades internationales.

## Biographie

### Jeunesse et débuts politiques
André Pierre Marty est le fils d'Isidore Bonaventure Marty, négociant en vins, qui avait participé à la Commune de Narbonne en 1871 et professait des opinions libertaires, et de son épouse Angélique Clotilde Marie. Il échoue au concours d'entrée de l'École navale et apprend le métier de chaudronnier sur cuivre. Il fait son apprentissage chez un mécanicien travaillant à son compte à Perpignan. Il est introduit à la loge maçonnique Saint-Jean des Arts et de la Régularité de Perpignan, affiliée à la Grande loge de France, par son patron et par un ingénieur des Travaux Publics, Mognier.
Chaudronnier, Marty s'engage en janvier 1908 dans la Marine nationale comme matelot mécanicien. Basé à Toulon, ses missions le conduisent au large de la Chine, de l'Indochine, des Balkans et du Maroc. Scaphandrier, il participe en 1911 au renflouement du torpilleur Takou. Il a affirmé avoir collaboré en 1912-1913 à l'hebdomadaire Le Cri du marin, dont les directeurs légaux étaient membres de la Section française de l'Internationale ouvrière (SFIO) mais dont les articles étaient rédigés par des marins de la Marine nationale. Marty aurait également participé à une société secrète de mécaniciens de la flotte, organisation très centralisée disposant de cellules sur plusieurs bâtiments. Marty a affirmé avoir été alors influencé par les idées syndicalistes révolutionnaires et hervéistes des ouvriers de l'arsenal. Il participe également aux travaux de la loge l'Action écossaise, toujours affiliée à la Grande loge de France. En fait, à partir d'août 1914, il ne fréquente guère les milieux maçonniques, mais prononce néanmoins une conférence sur « La guerre en mer » à la loge 162 du Grand Orient de France, Saint-Jean des Arts et de la Régularité, de Perpignan dont il fait partie,. Il quitte la Marine nationale en 1919. En novembre 1922, il quitte le Grand Orient de France.

### Première Guerre mondiale et mutineries de la mer Noire

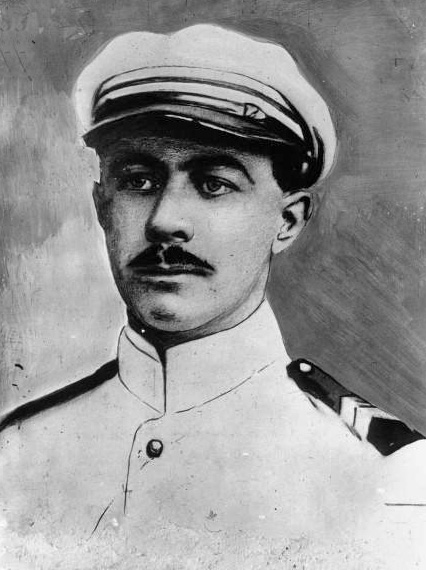
Marty, dit « le mutin de la mer Noire », lorsqu'il était second maître mécanicien dans la Marine nationale.

Alors second maître, en juin 1914, Marty est reçu premier au concours des élèves officiers mécaniciens. Promu ingénieur mécanicien de 2e classe, il est affecté en juillet 1917, comme chef du service « machines » sur le torpilleur d'escadre Protet,.
Après l'armistice du 11 novembre 1918, ce bâtiment fait partie de l'escadre envoyée en mer Noire, devant Odessa, pour combattre la révolution russe. Un groupe proche des anarchistes, ou comprenant des anarchistes, existe dans l’équipage du Protet et dans celui du cuirassé France, de cette même escadre française de la mer Noire. Des mouvements de désobéissance apparaissent dès février 1919, à la fois en raison de la mauvaise nourriture, de la déconvenue de ne pas être démobilisés alors que la guerre était terminée, et aussi par solidarité avec les « rouges ». 
Marty est au cœur de la mutinerie de matelots en fomentant un complot pour s'emparer du Protet, y hisser le pavillon rouge en place du pavillon français tricolore, et entrer dans le port d'Odessa. Son arrestation le 16 avril précède la révolte qui éclate trois jours plus tard. D'abord emprisonné à terre, à Galați (en Roumanie), il est transféré le 23 avril à bord du croiseur cuirassé Waldeck-Rousseau,. Un nouveau transfert sur le Protet provoque une révolte des marins du Waldeck-Rousseau qui ajoutent à leurs revendications la volonté de sauver la vie de l'ingénieur mécanicien. Un conseil de guerre réuni en rade de Constantinople en juillet condamne Marty à vingt ans de travaux forcés.

### Campagne de soutien communiste et militantisme communiste

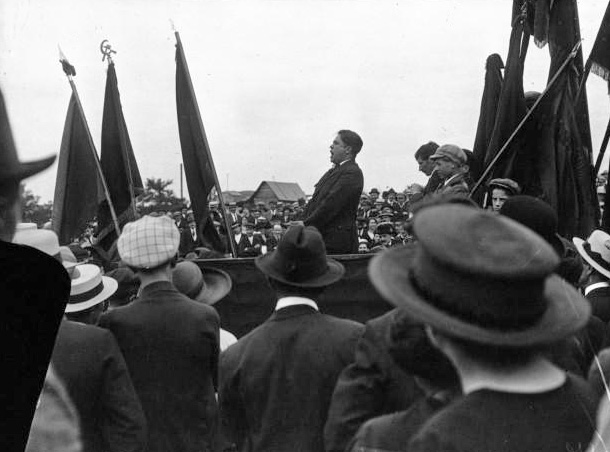
Discours de Paul Vaillant-Couturier au Pré Saint-Gervais, lors d'une manifestation en l'honneur de Marty (1922).

Le jeune parti communiste (SFIC) issu du congrès de Tours (1920) le soutient d’abord par l’organe des Jeunesses communistes, Avant-garde, puis la campagne prend de l’ampleur. Le Comité de défense sociale et le Comité des marins prennent sa défense et celle de son frère, Jean. Son nom devient un symbole, et il est élu au Soviet de Moscou par les ouvriers de l'usine Dynamo. Il est présenté sur les listes communistes et est élu conseiller municipal de Paris, puis conseiller général, tout en étant emprisonné.

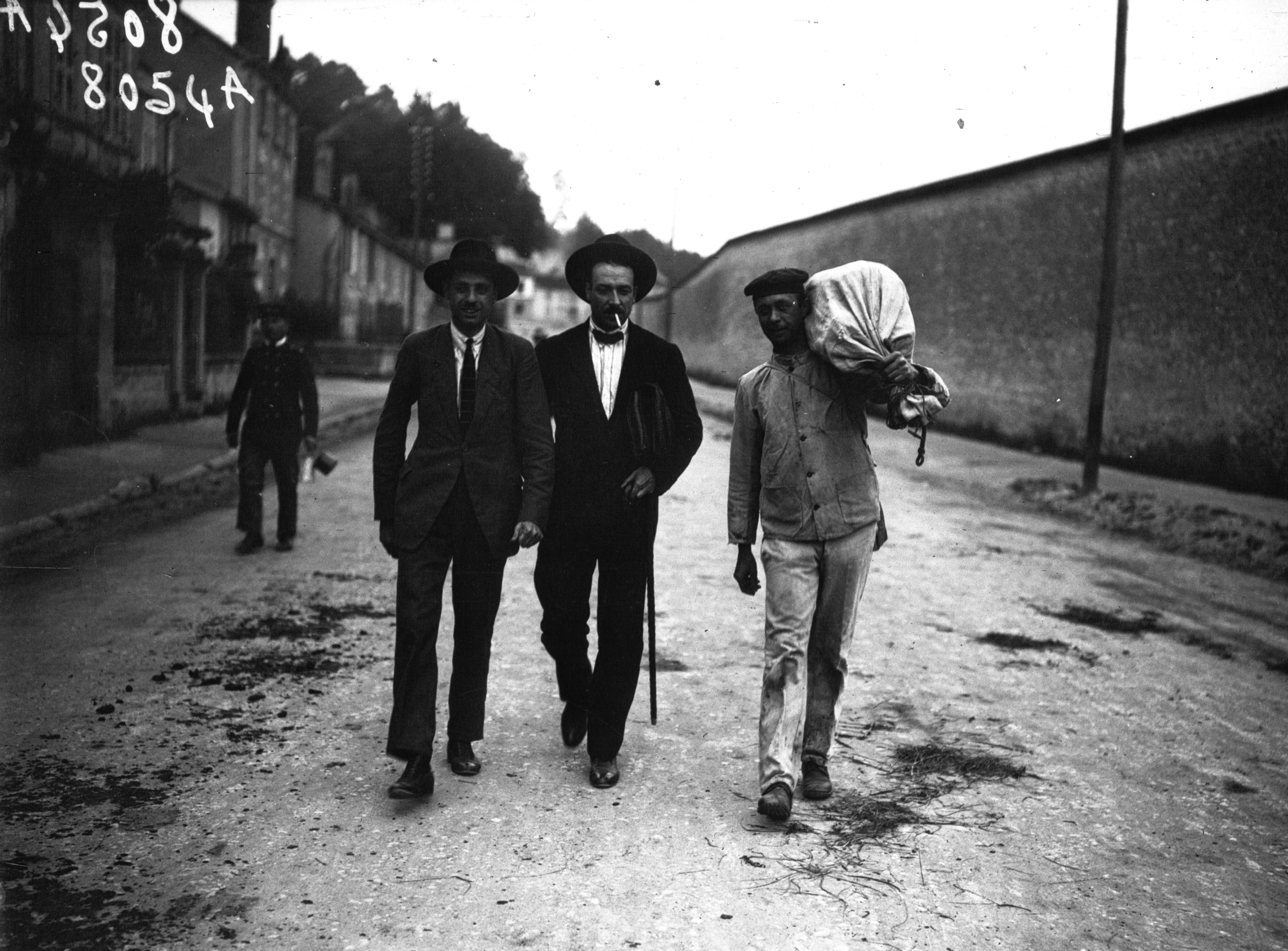
Marty à la sortie de la prison de Clairvaux, avec son frère (1923).

Gracié en 1923, grâce à l'intervention des députés francs-maçons, il ne tarde pas à adhérer au Parti communiste, ce qui achève de donner le bénéfice de la mutinerie au parti. Il quitte la franc-maçonnerie, est élu député de Seine-et-Oise en 1924 et devient membre du Comité central de la SFIC en 1926. Il prend la défense de Cheikou Cissé (1890-1933), un tirailleur condamné en 1919 à la déportation en Nouvelle-Calédonie pour activités anticolonialistes. En 1925, le ministre de la Guerre Paul Painlevé, membre de la Ligue des droits de l'Homme, écrit une lettre à Marty dans laquelle il refuse d'accorder la grâce à Cissé.[réf. nécessaire]
Le 12 août 1927, à l'instar de nombreux autres dirigeants communistes, Marty est condamné et incarcéré à la prison de la Santé pour action antimilitariste. Il est libéré le 3 novembre 1927. À partir de 1931, il est de plus en plus impliqué dans l'appareil de l'Internationale communiste (Komintern), représentant la section française. En 1935, il est nommé au présidium et au secrétariat, devenant ainsi le Français le plus gradé au sein du Komintern. Il entre également au bureau politique du PCF en 1932. Vers 1933-1934, il est responsable au journal L'Humanité, sans que son nom soit officiellement mentionné.

### Candidat d'amnistie, puis élu du peuple
À partir d'octobre 1921, le Parti communiste (SFIC), dans le cadre de la campagne pour la libération des « mutins de la mer Noire », présente André Marty lors d'élections partielles. Il est élu 42 fois conseiller municipal, conseiller général ou conseiller d'arrondissement jusqu'en juin 1923. Ces élections sont invalidées, mais elles popularisent l'homme.
Aux élections générales de mai 1924, il conduit la liste du « Bloc ouvrier paysan » dans le département de Seine-et-Oise. Arrivée en seconde place, la liste a trois élus. André Marty obtient près de 3 000 voix de plus que ses colistiers. Le changement du mode de scrutin en 1928 pénalise nationalement les communistes. André Marty est battu, au second tour dans la première circonscription de Versailles. 
Après l’invalidation du candidat Ménétrier, une élection partielle dans la onzième circonscription de Saint-Denis, (Seine) en février 1929 lui permet de retrouver un siège de député. Mais le scrutin législatif général de 1932 lui est défavorable et il est battu par le maire socialiste de Puteaux.
Cependant il dispose alors d'un autre mandat. Depuis l'automne 1929, il siège au conseil municipal de Paris. Élu lors d'une élection partielle, dans le XIIIe arrondissement (quartier de la Gare), il est, entre 1930 et 1935, le seul élu communiste à l'hôtel de ville de Paris en raison de la « purge » que subissent les six autres élus de 1929, exclus du PCF pour réformisme. Il acquiert dans le Paris populaire du treizième arrondissement une audience forte.
Le 20 août 1935, lors du septième congrès de l'Internationale communiste, il devient secrétaire du comité exécutif,,,.
Candidat dans cet arrondissement aux élections de 1936, il emporte le siège de député dès le premier tour du scrutin. Il figure dans le petit nombre (9) des élus communistes qui dépassent les 50 % des suffrages le 26 avril 1936 à savoir  Maurice Thorez, Renaud Jean, Gaston Monmousseau, Paul Vaillant-Couturier, Arthur Ramette, Marcel Capron, Georges Lévy, Jean Cristofol et lui. En juin 1937, il démissionne de son mandat de conseiller municipal de Paris.
En 1945, les électeurs de Paris envoient de nouveau André Marty aux Assemblées constituantes puis à la Chambre des députés. Exclu du Parti communiste français en 1952, il conserve son mandat de député jusqu'aux élections de 1956.

### La guerre d'Espagne
Pendant la guerre d'Espagne, le Komintern le nomme inspecteur général des Brigades internationales (en 1936) et il reste en Espagne jusqu'à la fin de la guerre, en 1939. En France, il est violemment pris à partie par le journal anarchiste Le Libertaire.
André Marty est envoyé par l'Internationale Communiste dès août 1936 auprès du gouvernement républicain espagnol pour organiser ce qui va devenir les Brigades internationales. Il porte le titre d'« inspecteur général des Brigades internationales ». Il peut justifier cette responsabilité, outre par son grade élevé au sein du Komintern, par sa connaissance de l'espagnol et du catalan et par son passé d'officier de la Marine. Il est lié au Grupo de información, un service de renseignements mis en place par les Soviétiques sous la direction de Marcel Rosenberg, ambassadeur de l'Union soviétique en Espagne. Cet organisme, qui reçoit ses ordres de Iagoda, chef du NKVD, fait la chasse aux trotskistes et aux anarchistes.
Les Brigades internationales sont basées à Albacete. Assez vite, les rapports de Marty avec les Espagnols se dégradent et il est rappelé à Moscou, où Dimitrov le charge des affaires d'Amérique latine, mais Marty insiste pour retourner en Espagne et réussit à se faire passer pour l'homme de la situation après l'intégration des Brigades dans l'armée populaire espagnole. Lorsqu'il revient à Albacete en octobre 1937, il doit accepter d'être contrôlé par Palmiro Togliatti.
La presse libertaire française dénonça en André Marty le « boucher d'Albacete ». Hemingway en fait un portrait peu flatteur dans Pour qui sonne le glas, où il apparaît sous le nom d'André Massart. Dans ses souvenirs de la guerre d'Espagne, publiés primitivement en yiddish en 1956 et parus dans une traduction française de Marina Alexeevna-Antipov en 2012, le brigadiste polonais Sygmunt Stein, qui a connu Marty à Albacete, le présente sous le jour d'un stalinien sanguinaire qui inspirait la terreur à ses camarades de combat.
Togliatti, dans un rapport de novembre 1937, insistait pour que Marty « change radicalement ses méthodes de travail » et « évite d'intervenir dans les questions militaires et techniques des Brigades », mais en janvier 1938 il se félicite de son attitude tout en continuant d'évoquer « sa façon un peu rude de se comporter parfois avec les camarades ». Selon le Dictionnaire biographique du mouvement ouvrier français, certains combattants revenus en France dénoncèrent ses excès d'autorité et démissionnèrent du Parti communiste.
Les méthodes brutales de Marty semblent indéniables : il y a par exemple aux archives du Komintern un rapport du 19 février 1937 sur la « situation d'ensemble des brigades et forces internationales » où il conseille « de liquider Malraux ». Sa participation à la condamnation et à l'exécution de Gaston Delasalle, dans le contexte de la lutte contre les anarchistes et les poumistes, a été établie par Nick Guillain. Pour l'historien Javier Rubio, la décision de faire exécuter le « commandant Delasalle » est une « action punitive » afin d'éviter l'effondrement du moral des brigadistes ou une « vengeance personnelle de la part de Marty », Delasalle ayant « semble-t-il » déjoué les plans révolutionnaires de Marty en mer Noire en 1919. Andreu Nin, dirigeant du POUM, est assassiné sur ordre d'Alexandre Orlov après avoir été dénoncé par Marty. C'est également Marty qui dénonce Mikhaïl Koltsov à Staline pour déviation trotskyste ainsi que son épouse Maria Osten en accusant cette dernière d'être un agent secret des services de renseignement allemands. Sur la base de ces accusations, ils seront arrêtés à leur retour à Moscou et fusillés pour espionnage.
Arnaud Imatz, spécialiste de la guerre d'Espagne avance qu'André Marty est « responsable de la mort de plus de 500 brigadistes internationaux ». D'autres auteurs sont loin de ces chiffres. Ainsi Jacques Delperrié de Bayac, peu complaisant pour Marty, avançait dans un livre pionnier les Brigades internationales le nombre de 50 victimes disciplinaires. Le dépouillement des Archives de Moscou n'incite pas l'historien Rémi Skoutelsky à valider « la légende des 500 fusillés de Marty ». Les témoignages d'anciens volontaires français en Espagne républicaine, tels celui de Roger Codou, qui se définit comme « anarchiste-communiste », et celui de Henri Rol-Tanguy, hommes très dissemblables, sont également loin de noircir Marty à l'extrême. Ainsi Jean Chaintron reconnaît l'aveuglement « stalinien » de Marty envers les membres du POUM mais il conteste la vision d'un Marty sanguinaire forgée par Hemingway. L'historien de sensibilité communiste Philippe Robrieux voit en Marty « un emporté et un fanatique quelque peu mythomane », mais pas l'organisateur des crimes staliniens commis par le NKVD en Espagne.

### Seconde Guerre mondiale
Avec Maurice Thorez, Jacques Duclos, Benoît Frachon et Maurice Tréand, André Marty fait partie des hommes mis en place vers 1931 à la tête du PCF par Eugen Fried, l'homme de Moscou qui dirige secrètement depuis Bruxelles le Komintern pour toute l'Europe de l'Ouest. Il se trouve à Moscou lors de l'annonce de la signature du pacte germano-soviétique, et de la déclaration de guerre, en septembre 1939. Il y est rejoint par Maurice Thorez, avec qui il n'a jamais eu de bons rapports.
De Moscou, toute la presse communiste ayant été interdite par le gouvernement Daladier, il publie le 4 octobre 1939 dans l'hebdomadaire Monde, édité à Bruxelles pour remplacer la Correspondance internationale, une Lettre à Léon Blum qui lui vaut d'être condamné par défaut à quatre ans de travaux forcés et à la déchéance de la nationalité française, Il s'active en particulier pour que la direction du PCF suive la ligne dictée par Moscou et prend position contre la « guerre impérialiste ». Se référant à l'action des députés communistes qui avaient voté les crédits de guerre et leur déclaration de septembre dans l'esprit de l'« Union nationale », il prépare un véritable acte d'accusation contre la direction du Parti. Il reproche notamment au manifeste du 14 octobre de ne contenir « aucune attaque contre Daladier et le gouvernement actuel » et de ne dénoncer « pas suffisamment l'attitude de la social-démocratie ».
Il travaille pour le Komintern jusqu'à la dissolution de celui-ci, en mai 1943. En octobre 1943, il arrive à Alger pour représenter le PCF auprès du gouvernement provisoire de de Gaulle et siéger à l'Assemblée consultative,.

### De la Libération à 1952
À la Libération, il est l'un des trois secrétaires du parti et apparaît ainsi formellement comme le numéro 3, après Maurice Thorez et Jacques Duclos. Lors de l'épuration, l'ancien « mutin de la mer Noire » est l'un des plus farouches accusateurs des « amiraux de Vichy ».
Dès 1947, il est marginalisé au sein du bureau politique, mais en reste membre jusqu'en 1952, en n'exerçant que des responsabilités de plus en plus secondaires.

### L'«affaire Marty», ou l'exclusion du PCF en 1952
Le 1er septembre 1952, alors que Thorez, malade, était à Moscou, ou en convalescence dans le Caucase, André Marty est mis en cause avec Charles Tillon devant le Bureau politique du PCF, auquel ils appartenaient tous les deux. Il est alors reproché aux deux hommes de s'être rencontrés au domicile du beau-frère de Tillon, Georges Beyer, également membre du Comité central du PCF.
Une commission d'enquête formée de Léon Mauvais et Marcel Servin préparait ce « procès interne » depuis plusieurs mois. Selon Charles Tillon, Jacques Duclos avait rencontré Thorez et même Staline à ce sujet ; c'était l'époque des grands procès dans les démocraties populaires comme celui de Artur London et Rudolf Slánský en Tchécoslovaquie ou celui de Rajk en Hongrie. Dans ce contexte, Duclos avait pu faire admettre à Staline qu'en France aussi, il y avait des traîtres.
Le rapport que Léon Mauvais présente le 4 septembre 1952 au Bureau Politique n'est qu'un assemblage hétéroclite de broutilles présentées comme des preuves d'une longue opposition à la ligne du parti. L'affaire se transforme en une véritable campagne de dénonciation politique des accusés qui s'étend à Jean, le frère d'André Marty, franc-maçon qui « a des liaisons avec les milieux policiers ». Le Comité central de Gennevilliers (du 5 au 7 décembre) raye de ses rangs Marty et Tillon. Marty est exclu du parti par sa cellule le 24 décembre. Un article signé Étienne Fajon dénonce les « liaisons policières de Marty ». Jacques Duclos avait également déclaré que Marty avait été démasqué comme policier, une accusation dont personne n'a trouvé le moindre fondement.
L'épisode de l'exclusion de ces deux éminents dirigeants du Parti communiste français que sont André Marty et Charles Tillon prend place dans un long cortège de dissidences depuis la fondation de ce parti. Les deux victimes ont raconté elles-mêmes leurs déboires : André Marty publie en 1955, non sans mal dit-il, L’Affaire Marty. Charles Tillon, qui n'est pas exclu de l'organisation, ne publie son témoignage Un procès de Moscou à Paris, qu'en 1970, quand ses désaccords politiques et ses griefs personnels le poussent à la rupture. Sur cette « affaire » interne au PCF, divers historiens se livrent à des hypothèses sans pouvoir les étayer par quelconque document formel. Contrairement aux ruptures de l'avant-guerre, les désaccords politiques semblent (s'ils existent) une construction de l'accusation plutôt qu'une réalité. On ne voit guère d'autre explication concernant cette affaire que l'hostilité qui avait toujours existé entre Thorez et Marty, et l'accusation voilée de « non-résistance » que Tillon aurait faite à Jeannette Vermeersch, l'épouse de Thorez. Il est probable que l'absence physique de celui-ci ait pesé d'autant que le climat politique en France, loin d'être serein, amplifie une « paranoïa » de complots : voir par exemple les suites de la manifestation contre le général américain Ridgway, en 1952, qui aboutit à l’arrestation du numéro 2 du PCF, Jacques Duclos, quand deux pigeons sont trouvés dans sa voiture.

### Décès
Complètement isolé après avoir essayé, en vain, d'en appeler à l'autorité de Staline, et s'être finalement rapproché des anarchistes et des trotskistes[réf. souhaitée], il meurt d'un cancer du poumon le 22 novembre 1956 à Toulouse.

## Vie privée
Le 10 avril 1924 à Toulouse, André Marty épouse Pauline Thérèse Taurinya. Ils divorcent le 21 janvier 1938. Le 17 juin 1948, il se remarie à Bezous avec Raymonde Lefebvre.

## Postérité
Homme d'appareil tourné vers l'action internationale, André Marty avait accumulé une grande quantité de documents sur le PCF et le Komintern. Les « archives Marty », léguées à Jean Maitron, constituent aujourd'hui une mine pour les historiens du communisme.

### La Révolte de la mer Noire, 1919-1968
Le nom d'André Marty est porteur d'un capital symbolique qui dépasse l'homme André Marty. Ce capital repose sur la popularisation et la glorification par le Parti communiste français des mutineries de la mer Noire (1919) plus que sur l'épisode des Brigades internationales durant la guerre d'Espagne. En 1929, le Bureau d'éditions du parti publie en deux volumes l'histoire de La Révolte de la mer Noire. Son auteur est André Marty.
Aux éditions Gosizdat (Moscou) est publié en 1930 un livre pour enfants Caractéristiques de l’activité révolutionnaire qui reprend cet épisode. Le texte est signé d’André Marty, les dessins sont de Nikolaï N. Koupreïanov.
En 1932, toujours sous la plume d'André Marty, paraît chez le même éditeur une version courte des deux volumes précédents, Les Heures glorieuses de la mer Noire. Cette version est reprise en 1949 à l'occasion du trentième anniversaire des événements. En 1933, L'Avant-Garde, hebdomadaire de la Jeunesse communiste, en reprend la diffusion.
Délaissés par le PCF, ces textes sont repris par deux éditeurs de l'extrême gauche française après 1968 : les Éditions Maspero et les Éditions Norman Bethune. Ces rééditions se situent dans le cadre de l'antimilitarisme développé après 1968 par l'extrême gauche et les anarchistes.

### La «réhabilitation» d'André Marty au sein du Parti communiste, 1963-1998
« Procès de Moscou à Paris », selon Charles Tillon, l'autre exclu communiste célèbre de 1952, les exclusions de la période stalinienne du Parti communiste français sont, a posteriori, mises au même niveau que les procès qui se déroulent à Prague la même année. Aucune défense commune ne s'organise entre les deux exclus. André Marty, pour sa part, se défend en publiant en 1955 L'Affaire Marty, un livre de 280 pages. Il meurt l'année suivante.
Au début des années 1960, son exclusion pour des motifs forgés de toutes pièces est mise au rang d'exemple par un groupe de militants oppositionnels organisés progressivement depuis octobre 1952 autour de Jean Chaintron et Marcel Prenant qui publiait une revue mensuelle Unir pour le socialisme. Plusieurs exclus du Parti communiste des années 1950-1960 s'agrègent à ce groupe et lui donnent une visibilité apte selon eux à faire taire les accusations calomnieuses. Créant en 1962 une autre revue mensuelle, Le Débat communiste, ils organisent publiquement un Comité d'honneur national pour la réhabilitation d'André Marty et des victimes de la calomnie. Par un curieux retournement de l'histoire, les adversaires du stalinisme dressent ainsi contre lui la figure d'un homme réputé pour son autoritarisme et ses méthodes cassantes et peu démocratiques. La campagne du Comité est lancée en 1963. Deux ans plus tard, Unir et Le Débat communiste rendent publique la « liste des 100 membres du Comité national pour la réhabilitation d'André Marty ».
La réponse « officielle » et très symbolique de l'organisation interpellée intervient quarante-trois ans plus tard par la voix du secrétaire général du Parti communiste, Robert Hue, sans que soit cité le nom d'André Marty, sous la forme d'une condamnation sans appel des « véritables procès » et des exclusions individuelles « injustes » qui jalonnent l'histoire du PCF.

### Analyses historiques
L'historien de sensibilité trotskiste Jean-Jacques Marie, après avoir rappelé le côté « brutal, braillard, grossier et maladivement soupçonneux » de la personnalité de Marty, voit finalement en lui un homme politique qui diffère peu de la plupart des dirigeants du Parti communiste de l'époque. 

« [Il] applique servilement les consignes du Kremlin et reflète la culture policière de l'appareil dirigeant du PCF. »

### Sources et bibliographie
: document utilisé comme source pour la rédaction de cet article.
- Notices biographiques
  - Philippe Robrieux, Histoire intérieure du Parti communiste français, Tome 4, Fayard, 1984, notice « André Marty », p. 415-420, et chronologie. 
  - Jean Maitron et Claude Pennetier in Dictionnaire biographique du mouvement ouvrier français, éditions de l'Atelier, notice « André Marty », version papier, tome 36, p. 8-22. 
  - même ouvrage, Claude Pennetier, avec André Balent et Nathalie Ténine-Michel, notice « Jean Marty », p. 24-25.
- Paul Boulland, Claude Pennetier et Rossana Vaccaro (dir.), André Marty, l'Homme, l'Affaire, l'Archive, Paris, Éditions Codhos, 2005, 189 p., [lire en ligne] sur le site HAL-SHS (Hyper Article en Ligne - Sciences de l'Homme et de la Société).
- Axelle Brodiez, « La double stratégie d'André Marty : Secours populaire français et comités Henri Martin », in Alain Ruscio (dir.), L'Affaire Henri Martin et la lutte contre la guerre d'Indochine, Le Temps des Cerises, 2005, p. 109-137,  (ISBN 2-84109-500-2) [lire en ligne] sur le site HAL-SHS (Hyper Article en Ligne - Sciences de l'Homme et de la Société).
- Paul Langevin, Discours au meeting organisé salle Wagram pour la libération d'André Marty et des marins emprisonnés, 1921 ; La défense d'André Marty, texte inclus dans le recueil La Pensée et l'Action, les Éditeurs français réunis, 1950.

#### Sur la participation d'André Marty à la guerre d'Espagne
- Sygmunt Stein, Ma guerre d'Espagne, Seuil, 2012  (ISBN 2021039323).
- Jacques Delperrie de Bayac, Les Brigades internationales, Fayard, 1969.
- Rémi Skoutelsky, L'espoir guidait leurs pas (Les Volontaires français dans les Brigades internationales 1936-1939), préface d'Antoine Prost, Grasset, 1998  (ISBN 2-246-55561-2)
- Pierre Broué et Émile Témime, La Révolution et la guerre d'Espagne, Éditions de Minuit, 1961.
- Carlos Serrano, L'Enjeu espagnol : PCF et guerre d'Espagne (PCF et guerre d'Espagne), Messidor, 1987  (ISBN 2-209-05870-8)
- Nick Guillain, Le Mercenaire : Carnet de route d'un combattant rouge, Fayard, 1938.
- André Figueras, Marty sans laisser d'adresse, 1978.
- Le témoignage d'un brigadiste international
  - Roger Codou, Le Cabochard : Mémoires d'un communiste 1925 - 1982, François Maspero, 1983.
- Le roman
  - Ernest Hemingway, Pour qui sonne le glas.

### Témoignages et ouvrages journalistiques ou politiques
- Auguste Lecœur, Le partisan, Paris, Flammarion, 1963, 315 p.
- Le témoignage du coaccusé d'André Marty, Charles Tillon.
  - Un procès de Moscou à Paris (précédé d'une contribution de Raymond Jean), éditions du Seuil, 1970.
  - On chantait rouge, Robert Laffont, Paris, 1977, 580 p.
- Yves Le Braz (pseudonyme), Les Rejetés, La Table Ronde, 1974. L'ouvrage est sous-titré : l'affaire Marty-Tillon, pour une histoire différente du PCF.
- Pierre Daix, Les Hérétiques du PCF, Robert Laffont, Paris 1980  (ISBN 2-221-00537-6)
- Artur London, L'Aveu, éditions du Seuil, Paris, 1968.
- Pour suivre la postérité de l'« affaire Marty-Tillon », les témoignages de deux membres du Comité central qui acceptèrent la destitution des deux hommes, puis animèrent le Comité national pour sa réhabilitation.
  - Jean Chaintron, Le vent soufflait devant ma porte, éditions du Seuil, Paris 1993  (ISBN 2-02-020807-5)
  - Roger Pannequin, Adieu, camarades, Le Sagittaire, Paris, 1977.
- Celui qui fut le secrétaire d'André Marty de 1946 à 1952, livrait aussi son témoignage.
  - Jacques Kahn, Persiste et signe, éditions sociales, 1973.

### Ouvrages historiques
- Michel Dreyfus, PCF, crises et dissidences, éditions Complexe, 1990  (ISBN 2-87027-320-7).
- Philippe Robrieux, Histoire intérieure du Parti communiste, volume 2 1945-1972, de la Libération à l'avènement de Georges Marchais. Pour suivre l'affaire dans ses méandres, pages 318-339.

#### Ouvrages publiés par André Marty
- Dans les prisons de la République, Librairie de l'Humanité, 1924
- La Révolte de la mer Noire, Bureau d'éditions, Paris, 1929. Réédition en fac-similé, éditions François Maspero, 1970.
  - Première partie (un volume), Des tortures… et du sang.
  - Deuxième partie (un volume), Les Soulèvements.
- Les Heures glorieuses de la mer Noire, 30e anniversaire, éditions du Parti communiste français, 1949, Paris 9e, 96 pages.
- L'Affaire Marty, éditions des Deux-Rives, Paris, 1955, 292 pages.